# サイキック・ニュース
『サイキック・ニュース』（Psychic News）は、スピリチュアリズム（心霊主義）を扱うイギリスの週刊新聞。1932年に創刊され、2010年にいったん廃刊されたが、2011年12月に復刊した。判型はタブロイド判。

## 歴史：1932年 - 2010年
この新聞の創刊号は、1932年5月28日に発行された。紙名を発案したのは、創刊時の編集者のひとりであったモーリス・バーバネル(Maurice Barbanell)で、守護霊にこの紙名を告げられたと語っていた。バーバネルとともに創刊に関わったのは、新聞編集者だったハンネン・スワッファーと、イギリスにおける心霊主義の歴史に名を残す重要な人物であるアーサー・フィンドレー(Arthur Findlay)であった。
この最初の『サイキック・ニュース』紙を1932年から1980年まで刊行していたのは、サイキック・プレス社(Psychic Press Ltd.)であった。その後、同紙は、the Spiritual Truth Foundation (STF)（「心霊真理財団」の意）によって支えられるようになった。1995年に、Spiritualists' National Union (SNU) （「心霊主義者全国同盟」の意）が同紙を取得し、出版部、販売部とも、スタンステッド・ホール(Stansted Hall)に移転し、アーサー・フィンドレー・カレッジ(Arthur Findlay College)と通称されている。
インターネットの普及とともに、『サイキック・ニュース』紙はウェブサイトを立ち上げ、オンラインで書籍や、新聞のバックイッシューの販売もしていた。

## 2010年の廃刊
2010年7月、『サイキック・ニュース』紙は前触れもなく発行を止め、印刷部門もウェブサイト部門も消えてしまった。SNUは、財政的損失のために発行事業を清算したと発表したが、世界中にいた何千人もの読者たちは、イギリス最古の心霊主義新聞がほとんど何の予告もなく終刊したことが理解できず、動揺が広がった。
2011年10月に、サイキック・プレス社は the JV Trust の所有となり、12月17日付の第4067号から『サイキック・ニュース』紙は復刊した。

## 扱われるトピック
『サイキック・ニュース』紙のおもな重点は、常に心霊主義関係に置かれており、経営上の所有関係が成立する以前からSNUと強く結び付いているが、同時に、読者の関心を引きそうな多様な主題についても広くカバーするというのが同紙の編集方針であった。例えば、1947年11月には、イングランド国教会のある委員会が1936年当時に心霊主義を支持した際に、国教会が圧力をかけてその報道を封じた、という事実が取り上げられた。この『サイキック・ニュース』紙の調査記事によって、同紙は『ニューヨーク・タイムズ』紙や『ロサンゼルス・タイムズ』紙にも取り上げられるた。
1950年代から1960年代にかけて、ネオペイガニズムのひとつであるウイッカの信仰が興ると、ウイッカや、ロバート・コクラン(Robert Cochrane)による「Genuine Witchcraft Is Defended（本物の魔術は実在する）」などウィッチクラフト（魔術）についての記事が掲載されるようになった。これ以降、同紙は心霊主義のみならず、その他様々な超常現象、超自然現象(supernatural)、ニューエイジ関係のトピックを扱うようになった。